# Gerhard Ruhenstroth-Bauer

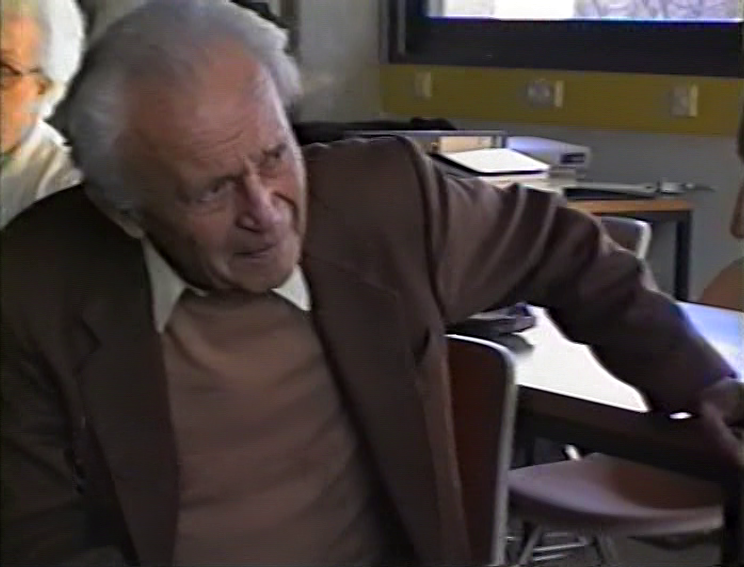
Gerhard Ruhenstroth-Bauer (1990)

Gerhard Ruhenstroth-Bauer (* 2. Juni 1913 in Troppau/Österreichisch Schlesien; † 2. August 2004 in München) war ein deutscher Chemiker, Mediziner und Professor für Experimentelle Medizin.

## Leben und Wirken
Ruhenstroth-Bauer absolvierte ein Chemiestudium an den Universitäten Prag sowie Königsberg und wurde 1943 von der Friedrich-Wilhelms-Universität Berlin zum Dr. rer. nat. promoviert.
Ruhenstroth-Bauer beantragte am 1. Januar 1939 die Aufnahme in die NSDAP und wurde rückwirkend zum 1. November 1938 aufgenommen (Mitgliedsnummer 6.801.208). Er schloss sich auch der SS an und war während des Zweiten Weltkrieges Stabsarzt der Luftwaffe. Er führte als Assistent Adolf Butenandts am Berliner Kaiser-Wilhelm-Institut für Biochemie im September 1943 mit Hans Nachtsheim Versuche an epileptischen Kindern aus der psychiatrischen Heil- und Pflegeanstalt Brandenburg-Görden durch. Dabei sollten im Auftrag der deutschen Luftwaffe in einer mindestens zweimal von KWI-Forschern benutzten Unterdruckkammer die Folgen von Sauerstoffmangel untersucht werden. Zum experimentellen Forschungsgebiet von Ruhenstroth-Bauer gehörten sogenannte Hämopoietine, Wirkstoffe zur Vermehrung von Erythrozyten und zur Verbesserung der Sauerstoffaufnahme insbesondere in größeren Höhen.
Seine Habilitationsschrift zum Dr. med. habil. legte er 1951 an der Eberhard Karls Universität Tübingen vor, wo er anschließend als Privatdozent tätig war. 1957 wechselte er an die Universität München, wo er 1958 zum außerplanmäßigen Professor für Experimentelle Medizin berufen wurde. Er war Mitherausgeber der 1955 begründeten hämatologischen Zeitschrift Blut. Außerdem war Ruhenstroth-Bauer Wissenschaftliches Mitglied der Max-Planck-Gesellschaft sowie von 1962 bis zu seiner Emeritierung 1981 Direktor des Max-Planck-Instituts für Biochemie in Martinsried.
Im Jahr 1980 wurde er zum ordentlichen Mitglied der Naturwissenschaftlichen Klasse der Sudetendeutschen Akademie der Wissenschaften und Künste in München berufen.
Dem Biochemiker Benno Müller-Hill drohte Ruhenstroth-Bauer (ebenso wie es Adolf Butenandt tat)
mit einer Klage, wenn dieser eine Publikation zur Wissenschaftsgeschichte der biomedizinischen Forschung im Nationalsozialismus veröffentliche.
Populärwissenschaftlich bekannt wurde Gerhard Ruhenstroth-Bauers Name im Zusammenhang mit der Beantwortung der Frage nach dem Sauerwerden von Milch bei Gewitter. Christoph Drösser zitierte ihn in seiner Zeit-Kolumne Stimmt’s? mit der Aussage, dass dafür sogenannte Sferics ursächlich seien.